# Sphegina pontica
Sphegina pontica är en tvåvingeart som beskrevs av Mutin 1998. Sphegina pontica ingår i släktet midjeblomflugor, och familjen blomflugor. Inga underarter finns listade i Catalogue of Life.